# Caciofiore aquilano
Il Caciofiore aquilano è un formaggio prodotto in Abruzzo, a L’Aquila e nella sua provincia; fa parte dei Prodotti agroalimentari tradizionali abruzzesi.